# Lijst van gouverneurs van Washington
Dit is een lijst met gouverneurs van de Amerikaanse staat Washington. Voordat Washington een staat werd had zij de status van territorium.

## Territoriale Gouverneurs (1853–1889)
| Nr. | Gouverneur | Gouverneur                         | Termijn   | Partij      |
| --- | ---------- | ---------------------------------- | --------- | ----------- |
| 1   |            | Isaac Stevens (1818–1862)          | 1853-1857 | Militair    |
| 2   |            | LaFayette McMullen (1805–1880)     | 1857-1858 | Democraat   |
| 3   |            | Richard Gholson (1804–1862)        | 1858-1861 | Democraat   |
| -   |            | William Henson Wallace (1811–1879) | 1861      | Republikein |
| 4   |            | William Pickering (1798–1873)      | 1862-1867 | Republikein |
| 5   |            | George Cole (1826–1906)            | 1867      | Republikein |
| 6   |            | Marshall Moore (1829–1870)         | 1867-1869 | Democraat   |
| 7   |            | Alvan Flanders (1825–1894)         | 1869-1870 | Republikein |
| 8   |            | Edward Salomon (1836–1913)         | 1870-1872 | ?           |
| 9   |            | Elisha Ferry (1825–1895)           | 1872-1880 | Republikein |
| 10  |            | William Newell (1817–1901)         | 1880-1884 | Republikein |
| 11  |            | Watson Squire (1838–1926)          | 1884-1887 | Republikein |
| 12  |            | Eugene Semple (1840–1908)          | 1887-1889 | Democraat   |
| 13  |            | Miles Conway Moore (1845–1919)     | 1889      | Republikein |

## Gouverneurs van Washington (1889–heden)
| Nr. | Gouverneur van Washington Governor of Washington | Gouverneur van Washington Governor of Washington | Gouverneur van Washington Governor of Washington | Ambtstermijn     | Ambtstermijn     | Partij(en) | Verkiezing(en) |
| --- | ------------------------------------------------ | ------------------------------------------------ | ------------------------------------------------ | ---------------- | ---------------- | ---------- | -------------- |
| 1   |                                                  | Elisha Ferry                                     | Elisha Ferry (1825–1895)                         | 11 november 1889 | 9 januari 1893   | R          | 1889           |
| 2   |                                                  | John McGraw                                      | John McGraw (1850–1910)                          | 9 januari 1893   | 11 januari 1897  | R          | 1892           |
| 3   |                                                  | John Rankin Rogers                               | John Rankin Rogers (1838–1901)                   | 11 januari 1897  | 26 december 1901 | P          | 1896           |
| 3   |                                                  | John Rankin Rogers                               | John Rankin Rogers (1838–1901)                   | 11 januari 1897  | 26 december 1901 | D          | 1900           |
| 4   |                                                  | Henry McBride                                    | Henry McBride (1856–1937)                        | 26 december 1901 | 10 januari 1905  | R          | 1900           |
| 5   |                                                  | Albert Mead                                      | Albert Mead (1861–1913)                          | 10 januari 1905  | 27 januari 1909  | R          | 1904           |
| 6   |                                                  | Samuel Cosgrove                                  | Samuel Cosgrove (1847–1909)                      | 27 januari 1909  | 28 maart 1909    | R          | 1908           |
| 7   |                                                  | Marion Hay                                       | Marion Hay (1865–1933)                           | 28 maart 1909    | 11 januari 1913  | R          | 1908           |
| 8   |                                                  | Ernest Lister                                    | Ernest Lister (1870–1919)                        | 11 januari 1913  | 13 februari 1919 | D          | 1912           |
| 8   | 1916                                             | Ernest Lister                                    | Ernest Lister (1870–1919)                        | 11 januari 1913  | 13 februari 1919 | D          |                |
| 9   |                                                  | Louis Hart                                       | Louis Hart (1862–1929)                           | 13 februari 1919 | 12 januari 1925  | R          |                |
| 9   | R                                                | Louis Hart                                       | Louis Hart (1862–1929)                           | 13 februari 1919 | 12 januari 1925  | 1920       |                |
| 10  |                                                  | Roland Hartley                                   | Roland Hartley (1864–1952)                       | 12 januari 1925  | 10 januari 1933  | R          | 1924           |
| 10  | 1928                                             | Roland Hartley                                   | Roland Hartley (1864–1952)                       | 12 januari 1925  | 10 januari 1933  | R          |                |
| 11  |                                                  | Clarence Martin                                  | Clarence Martin (1886–1955)                      | 10 januari 1933  | 13 januari 1941  | D          | 1932           |
| 11  | 1936                                             | Clarence Martin                                  | Clarence Martin (1886–1955)                      | 10 januari 1933  | 13 januari 1941  | D          |                |
| 12  |                                                  | Arthur Langlie                                   | Arthur Langlie (1900–1966)                       | 13 januari 1941  | 8 januari 1945   | R          | 1940           |
| 13  |                                                  | Monrad Wallgren                                  | Monrad Wallgren (1891–1961)                      | 8 januari 1945   | 12 januari 1949  | D          | 1944           |
| 14  |                                                  | Arthur Langlie                                   | Arthur Langlie (1900–1966)                       | 12 januari 1949  | 15 januari 1957  | R          | 1948           |
| 14  | 1952                                             | Arthur Langlie                                   | Arthur Langlie (1900–1966)                       | 12 januari 1949  | 15 januari 1957  | R          |                |
| 15  |                                                  | Albert Rosellini                                 | Albert Rosellini (1910–2011)                     | 15 januari 1957  | 12 januari 1965  | D          | 1956           |
| 15  | 1960                                             | Albert Rosellini                                 | Albert Rosellini (1910–2011)                     | 15 januari 1957  | 12 januari 1965  | D          |                |
| 16  |                                                  | Daniel Evans                                     | Daniel Evans (1925–2024)                         | 12 januari 1965  | 12 januari 1977  | R          | 1964           |
| 16  | 1968                                             | Daniel Evans                                     | Daniel Evans (1925–2024)                         | 12 januari 1965  | 12 januari 1977  | R          |                |
| 16  | 1972                                             | Daniel Evans                                     | Daniel Evans (1925–2024)                         | 12 januari 1965  | 12 januari 1977  | R          |                |
| 17  |                                                  | Dixy Lee Ray                                     | Dixy Lee Ray (1914–1994)                         | 12 januari 1977  | 14 januari 1981  | D          | 1976           |
| 18  |                                                  | John Spellman                                    | John Spellman (1926–2018)                        | 14 januari 1981  | 15 januari 1985  | R          | 1980           |
| 19  |                                                  | Booth Gardner                                    | Booth Gardner (1936–2013)                        | 15 januari 1985  | 13 januari 1993  | D          | 1984           |
| 19  | 1988                                             | Booth Gardner                                    | Booth Gardner (1936–2013)                        | 15 januari 1985  | 13 januari 1993  | D          |                |
| 20  |                                                  | Mike Lowry                                       | Mike Lowry (1939–2017)                           | 13 januari 1993  | 15 januari 1997  | D          | 1992           |
| 21  |                                                  | Gary Locke                                       | Gary Locke (1950)                                | 15 januari 1997  | 12 januari 2005  | D          | 1996           |
| 21  | 2000                                             | Gary Locke                                       | Gary Locke (1950)                                | 15 januari 1997  | 12 januari 2005  | D          |                |
| 22  |                                                  | Christine Gregoire                               | Christine Gregoire (1947)                        | 12 januari 2005  | 16 januari 2013  | D          | 2004           |
| 22  | 2008                                             | Christine Gregoire                               | Christine Gregoire (1947)                        | 12 januari 2005  | 16 januari 2013  | D          |                |
| 23  |                                                  | Jay Inslee                                       | Jay Inslee (1951)                                | 16 januari 2013  | 15 januari 2025  | D          | 2012           |
| 23  | 2016                                             | Jay Inslee                                       | Jay Inslee (1951)                                | 16 januari 2013  | 15 januari 2025  | D          |                |
| 23  | 2020                                             | Jay Inslee                                       | Jay Inslee (1951)                                | 16 januari 2013  | 15 januari 2025  | D          |                |
| 24  |                                                  | Bob Ferguson                                     | Bob Ferguson (1965)                              | 15 januari 2025  | heden            | D          | 2024           |